# Tillandsia hirta
Tillandsia hirta là một loài thuộc chi Tillandsia. Đây là loài bản địa của Bolivia.